# Alexandra Stamatopoulou
Alexandra Stamatopoulou (en griego: Αλεξάνδρα Σταματοπούλου; 7 de septiembre de 1986) es una deportista griega que compite en natación adaptada. Ganó dos medallas en los Juegos Paralímpicos de Verano, bronce en Tokio 2020 y oro en 2024.

## Palmarés internacional
| Juegos Paralímpicos | Juegos Paralímpicos | Juegos Paralímpicos | Juegos Paralímpicos |
| Año                 | Lugar               | Medalla             | Prueba              |
| ------------------- | ------------------- | ------------------- | ------------------- |
| 2020                | Tokio (Japón)       | Medalla de bronce   | 50 m espalda S4     |
| 2024                | París (Francia)     | Medalla de oro      | 50 m espalda S4     |